# 馮柏
馮柏（？—1646年10月22日（隆武二年九月戊午）），字蘇生，建昌府新城縣人，南明軍事人物。

## 生平
馮柏身高八尺，讀書明白大義，亦精通兵法，體力和武藝超群，以諸生獲授把總。他得知南京被清軍攻陷後，感慨地說：「這是我吾獻身的時候了。」他與舉人黃士奇和諸生王思謀共同起兵勤王，但軍隊沒有糧食，就向富人勒索糧餉。貢生鄧玉以為他們作亂，就殺掉黃士奇及王思謀。馮柏逃到建昌，跟從永寧王朱由𣚅的軍隊。建昌失守，益王朱慈𤆃走入福建，他與羅人儁奉由𣚅命令招撫羅榮、蕭陞、謝志良等數萬人，火攻建昌收復當地，因此獲授副總兵，進兵撫州，攻占兩地縣份，打算進攻南昌，士氣精銳；隆武帝晉封朱由𣚅為昌王，其他人都有所加官晉爵。馮柏每次打仗都身先士卒，出奇制勝，功勞很大，又因為他首是先導人物，擢升為都督總兵、提督江西義師前軍。
隆武元年（1645年）九月，清軍攻打撫州，雙方互有勝負，馮柏、羅榮、蕭陞、謝志良誓死戰鬥；到糧食耗盡，新城的鄭彩不響應他們。除夕時撫州淪陷，朱由𣚅被清軍抓獲，士兵散去，他和羅人儁離開，建昌也失陷。鄭彩出走新城，剩下李翔及國鼎守城，他與聞人運昌集兵數千人，屯駐在圖謀舉事。清軍派使者勸降，馮柏說：「毋需多說話，事不成就死吧。」次年（1646年）五月，伯昌恢復新城；至九月十五日，譚淐起兵，馮柏及金自琦、劉開泰等數千人攻打新城，在楓林戰敗；他和兒子馮文炅因為馬匹踩入泥沼而死，死後面色像在生一樣，鬍鬚張開。

## 引用
1. 1 2  錢海岳《南明史·卷二·本紀第二》：（隆武二年九月）戊午……總兵馮柏等戰新城楓林，死之。
2. 1 2  錢海岳《南明史·卷四十九·列傳第二十五》：馮柏，字蘇生，建昌新城人。身長八尺，讀書明大義，通兵法，膂力武藝絕倫，以諸生授把總。聞南京亡，慨然曰：「此吾致身時也。」會舉人黃士奇、諸生王思謀起兵勤王，而軍無糧，勒餉富人。貢生鄧玉以為倡亂，盡殺之。柏走建昌，從永寧王由𣚅軍。建昌陷，益王慈𤆃走閩，遂與羅人儁奉由𣚅招羅榮、蕭陞、謝志良數萬人，火攻建昌復之，授副總兵，進復撫州，撫、建諸邑皆下。將攻南昌，銳甚，紹宗晉由𣚅昌王，餘加官有差。柏每戰身先士卒，出奇制勝，功最偉，又首事，擢都督總兵，提督江西義師前軍。
3. ↑  錢海岳《南明史·卷四十九·列傳第二十五》：隆武元年九月，清攻撫州，天寒日戰，互有殺傷，柏、榮陞、志良矢死刀鬭，糧盡，鄭彩在新城不應。除夕，撫州陷，由𣚅被執，兵散，柏、人儁走，建昌亦陷。彩去新城，李翔、涂國鼎守城，柏與聞人運昌集兵數千，屯鄉圖後舉。清使勸降，柏曰：「毋多饒舌，事不濟，死耳。」二年五月，涂伯昌復新城。九月十五日，譚淐起兵，柏與金自琦、劉開泰數千人攻新城，敗於楓林。柏與子文炅馬蹶陷淖死，面奕奕如生，鬚戟張。